# Ренде
Ренде (італ. Rende, сиц. Renna) — муніципалітет в Італії, у регіоні Калабрія,  провінція Козенца.
Ренде розташоване на відстані близько 430 км на південний схід від Рима, 65 км на північний захід від Катандзаро, 7 км на північний захід від Козенци.
Населення — 35 160 осіб (2014).

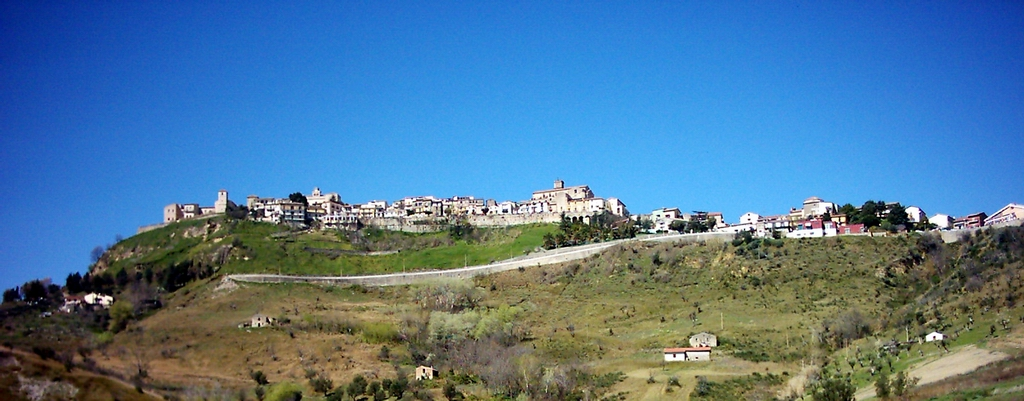

Щорічний фестиваль відбувається 20 лютого. Покровитель — Immacolata Concezione.

## Демографія
Населення за роками:

Станом на 1 січня 2023 року в муніципалітеті офіційно проживали 2182 іноземці з 98 країн, серед них 374 громадяни країн Євросоюзу та 82 громадяни України.

## Сусідні муніципалітети
- Кастільйоне-Козентіно
- Кастроліберо
- Козенца
- Марано-Маркезато
- Марано-Принчипато
- Монтальто-Уффуго
- Розе
- Сан-Філі
- Сан-П'єтро-ін-Гуарано
- Сан-Вінченцо-Ла-Коста
- Дзумпано